# Фёльдеак, Вальтер Арпад
Вальтер Арпад Фёльдеак (венг. Földeák Walter Árpád; 8 июля 1917, Соб — 13 июля 2004) — венгерский шахматный историк и журналист, международный арбитр по шахматной композиции (1964). Инженер-проектировщик. Автор первой книги по истории шахматных олимпиад (1958), которая была издана на английском и немецких языках. Постоянный автор «Шаккелет» и многих иностранных шахматных периодических изданий.

## Книги
- Hundert preisgekrönte Schachpartien. — Budapest, 1964.
- Géza Maróczy. — Budapest, 1971.
- Turmendspiele in Schachpartien. — Budapest, 1976.
- Chess olympiads. — Budapest, 1981.